# Lean Into It
„Lean Into It“ (на български: Накланям се в него) е вторият студиен албум на американската рок група Мистър Биг. Издаден е през 1991 година.
Произведението е големия пробив на групата. След издаването му, Мистър Биг се превръщат в една от най-популярните групи от началото и средата на 1990-те години. Баладата „To Be With You“ достига до №1 в класацията на Билборд, а енергичните „Daddy, Brother, Lover, Little Boy...“ и „Alive and Kickin'“ стават световни рок-класики.
„Lean Into It“ достига статус на „Платинен албум“ в САЩ с над 1 000 000 продадени копия само за територията на страната. Албумът е сертифициран като златен в Германия с над 100 000 продадени екземпляра

## Списък на песните
1. „Daddy, Brother, Lover, Little Boy (The Electric Drill Song)“ (Sheehan/Gilbert/Pessis/Torpey/Martin) – 3:54
2. „Alive and Kickin'“ (Gilbert/Martin/Pessis/Sheehan/Torpey) – 5:28
3. „Green-Tinted Sixties Mind“ (Gilbert) – 3:30
4. „CDFF-Lucky This Time“ (Paris) – 4:10
5. „Voodoo Kiss“ (Martin/Pessis) – 4:07
6. „Never Say Never“ (Martin/Vallance) – 3:48
7. „Just Take My Heart“ (Martin/Pessis) – 4:21
8. „My Kinda Woman“ (Gilbert/Martin/Sheehan) – 4:09
9. „A Little Too Loose“ (Gilbert) – 5:21
10. „Road to Ruin“ (Torpey/Paris/Gilbert/Sheehan) – 3:54
11. „To Be With You“ (Martin/Grahame) – 3:27

## Музиканти
- Ерик Мартин – вокали
- Пол Джилбърт – китари
- Били Шиън – баскитара
- Пат Торпи – барабани